# Encarsia swifti
Encarsia swifti är en stekelart som först beskrevs av Girault 1915.  Encarsia swifti ingår i släktet Encarsia och familjen växtlussteklar. Inga underarter finns listade i Catalogue of Life.